# Альмохади

Етапи розширення держави альмохадів

Альмоха́ди — берберська династія (1121-1269), заснована  Мухамадом ібн Тумартом (1080-1130) (інша версія: заснована Абд-ен-Муменом (1101-1163) після перемоги народного повстання проти Альморавідів). 
Правили в Марокко й Іспанії (Андалузії); пізніше поширили свою владу на території сьогоднішніх Алжиру і Тунісу. 
Їхня політика релігійної «чистоти» включала знищення єврейського населення Іспанії. 
Зазнали поразок від християнських королів Іспанії 1212 року та від повсталого берберського племені бану-марин 1269 року (Марокко).